# Kujō Masamoto
Kujō Masamoto (九条 政基) (12 juin 1445 - 5 mai 1516), fils du régent Kujō Mitsuie, est un noble de cour japonais (kugyō) de l'époque de Muromachi (1336–1573). Il exerce la fonction de régent kanpaku de 1476 à 1479. Kujō Hisatsune est son fils.

## Source de la traduction
- (en) Cet article est partiellement ou en totalité issu de l’article de Wikipédia en anglais intitulé « Kujō Masamoto » (voir la liste des auteurs).